# Society of Improvers in the Knowledge of Agriculture in Scotland

La Society of Improvers in the Knowledge of Agriculture in Scotland était une société de développement agricole créée le 8 juin 1723 à Édimbourg par Robert Maxwell (1695-1765) pour développer la culture du lin, en organisant des conférences et publications.

## Histoire
La batiste de lin est développée par Louis Crommelin et 70 familles huguenotes arrivées en 1697 à Lisburn, près de Belfast à la demande du Parlement issu de la Glorieuse Révolution britannique. Cette culture et ses usages dans le textile se développent aussi rapidement en Écosse, qui en tire 22 % de ses exportations dès 1704. La « Society of Improvers in the Knowledge of Agriculture in Scotland » a compté quelque 301 associés en 1748, parmi lesquels un cinquième de juristes et de nombreux propriétaires terriens. Elle a contribué au quadruplement de la production écossaise en quelques décennies, accélérant la Révolution industrielle. D'autres sources estiment qu'elle n'a vu le jour qu'en 1745.